# Cydistomyia misol
Cydistomyia misol är en tvåvingeart som beskrevs av Philip 1959. Cydistomyia misol ingår i släktet Cydistomyia och familjen bromsar. Inga underarter finns listade i Catalogue of Life.